# Двадцать тысяч рублей
Два́дцать ты́сяч рубле́й (бел. Дваццаць тысяч рублёў) — номинал банкноты, использовавшейся в Беларуси с 1994 по 2017 год (с перерывом с 2001 по 2002 год).

## История
Первая 20 000-рублёвая банкнота в Беларуси была введена в обращение 28 декабря 1994 года. Выведена из обращения 1 января 2001 года. 21 января 2002 года была введена новая банкнота достоинством в 20 000 рублей. Выведена из обращения 1 декабря 2017 года.

## Характеристика

### 20 000 рублей 1994 года
На лицевой стороне изображено старое здание Национального банка республики. Слева и справа от изображения помещены графические знаки защиты, поверх которых напечатаны цифровые обозначения номинала — «20 000». В верхней части поля банкноты проходит орнаментальная полоса, в которой помещена надпись в две строки: «НАЦЫЯНАЛЬНЫ БАНК РЭСПУБЛІКІ БЕЛАРУСЬ» и «РАЗЛІКОВЫ БІЛЕТ». В правой верхней части банкноты на фоне орнаментальной полосы помещена большая аббревиатура «НБРБ». Под центральным изображением в две строки напечатан номинал банкноты в цифровом виде и прописью: «20 000» и «ДВАЦЦАЦЬ ТЫСЯЧ РУБЛЁЎ». В правом нижнем углу указан год образца — «1994», а чуть выше надпись «СТАРШЫНЯ ПРАЎЛЕННЯ» и факсимиле подписи.
В центр оборотной стороны в узорном орнаменте помещён герб Погоня, слева и справа от которого изображены цифровые обозначения номинала, а также серия и номер банкноты. Выше герба прописью напечатан номинал: «ДВАЦЦАЦЬ ТЫСЯЧ РУБЛЁЎ». Слева внизу изображён специальный узорный элемент. В левом верхнем углу надпись: «ПАДРОБКА БІЛЕТАЎ НАЦЫЯНАЛЬНАГА БАНКА РЭСПУБЛІКІ БЕЛАРУСЬ ПРАСЛЕДУЕЦЦА ПА ЗАКОНУ».

### 20 000 рублей 2000 года
На лицевой стороне изображено здание дворца Румянцевых — Паскевичей в Гомеле с подписью «ГОМЕЛЬ. ПАЛАЦ РУМЯНЦАВЫХ І ПАСКЕВІЧАЎ». Слева и справа от изображения помещены графические знаки защиты. В верхней части поля банкноты проходит орнаментальная полоса, в которой помещена надпись «БІЛЕТ НАЦЫЯНАЛЬНАГА БАНКА РЭСПУБЛІКІ БЕЛАРУСЬ», а снизу прилегает защитный микротекст из повторяющейся аббревиатуры «НБРБ», в правой верхней части банкноты на фоне орнаментальной полосы помещена большая аббревиатура «НБРБ». Номинал обозначен цифрами в левой части банкноты, внутри виньетки справа сверху относительно центрального изображения, и словами «ДВАЦЦАЦЬ ТЫСЯЧ РУБЛЁЎ» под изображением музея. В нижней части проходит узорная кайма, к которой сверху прилегает микротекст из повторяющихся чисел «20 000», в правом нижнем углу банкноты внутри виньетки помещено обозначение года «2000».
На оборотной стороне изображена панорама гомельского дворца в XIX веке на картине А. Идзковского с подписью «ВЫГЛЯД ГОМЕЛЬСКАГА ПАЛАЦА. З КАРЦІНЫ А. ІДЗКОЎСКАГА. СЯРЭДЗІНА XIX ст.». По бокам от этого изображения размещены графические защитные элементы. Расположение защитных микротекстов на этой стороне такое же, как и на лицевой стороне. В верхней части номинал указан словами «ДВАЦЦАЦЬ ТЫСЯЧ РУБЛЁЎ», под центральным изображением размещено крупное число «20 000», обозначающее номинал. Серия и номер банкноты размещены вверху справа и внизу слева поля банкноты. В левом верхнем углу надпись: «ПАДРОБКА БІЛЕТАЎ НАЦЫЯНАЛЬНАГА БАНКА РЭСПУБЛІКІ БЕЛАРУСЬ ПРАСЛЕДУЕЦЦА ПА ЗАКОНУ».

## Памятные банкноты
Выпущена к 20-летию Национального банка Республики Беларусь
| Дата выпуска        | Тираж      | Описание банкноты | Описание буклета | Аверс | Реверс | Ссылки            |
| ------------------- | ---------- | --- | --- | ----- | ------ | ----------------- |
| 1 декабря 2010 года | 3 000 экз. | Изображение купюры в 20 000 рублей (Дворец Румянцевых-Паскевичей, цифровое обозначение номинала, микротекст, защитная нить), а также особого знака на поле водяного знака. | Надпись «НАЦЫЯНАЛЬНЫ БАНК РЭСПУБЛІКІ БЕЛАРУСЬ», «НБРБ» и элементы архитектурного оформления здания Национального банка Республики Беларусь, сквозь которые просматривается изображение двадцатитысячной купюры. На внутренней стороне упаковки, фон которой заполнен теми же элементами архитектурного оформления здания, прикреплен прозрачный клеммташ с помещенной в него памятной банкнотой. |       |        | [ 5 ] [ 6 ] [ 7 ] |